# Szarona
Szarona (hebr. שרונה; oficjalna pisownia w ang. Sharona) – moszaw położony w Samorządzie Regionu Ha-Galil ha-Tachton, w Dystrykcie Północnym, w Izraelu.

## Położenie
Leży na wschód od Jeziora Tyberiadzkiego w Dolnej Galilei.

## Historia
Moszaw został założony w 1938 przez emigrantów z Polski.

## Gospodarka
Gospodarka moszawu opiera się na intensywnym rolnictwie.